# 藤松 (仙台市)
藤松（ふじまつ）は、宮城県仙台市青葉区の町丁。郵便番号は981-0921。住民基本台帳に基づく人口は568人、世帯数は312世帯（2025年1月1日現在）。丁目を持たない単独町名であり、全域で住居表示が実施されている。

## 地理

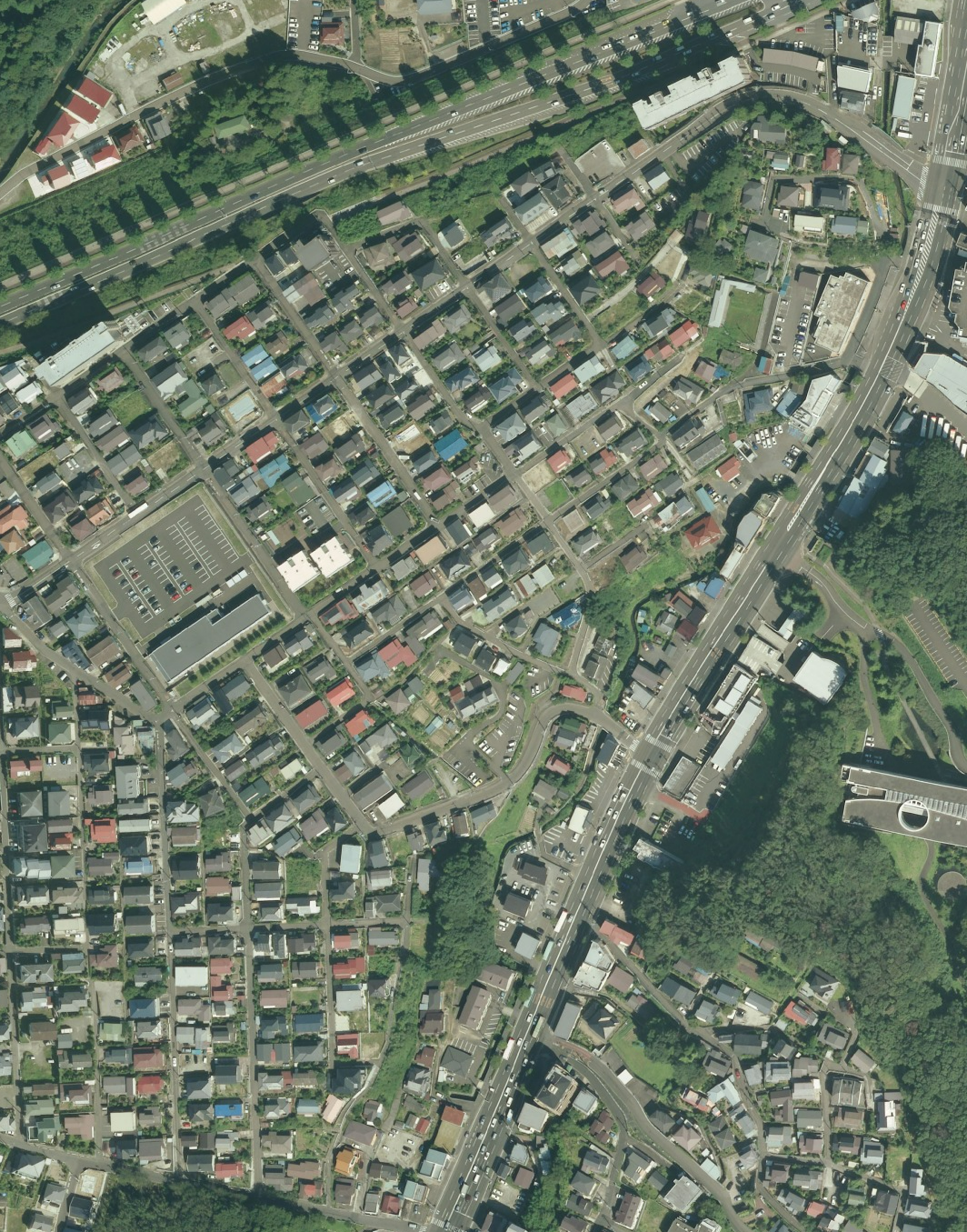
藤松の航空写真（2013年9月18日）

仙台市中部、七北田丘陵に位置する。仙台川の支流が流れる緩やかな丘陵の谷間の西半分である。
北側は東勝山と、西側は鷺ケ森と、東側から南側にかけて北根と接する。東側の北根との境界を宮城県道22号仙台泉線が通り、道路の向かいには仙台文学館がある。
もともとは仙台市青葉区北根・荒巻の丘陵だったものの、1960年代ごろから造成が開始され、北根・荒巻地区の住居表示施行に伴い誕生した。

## 歴史

### 年表

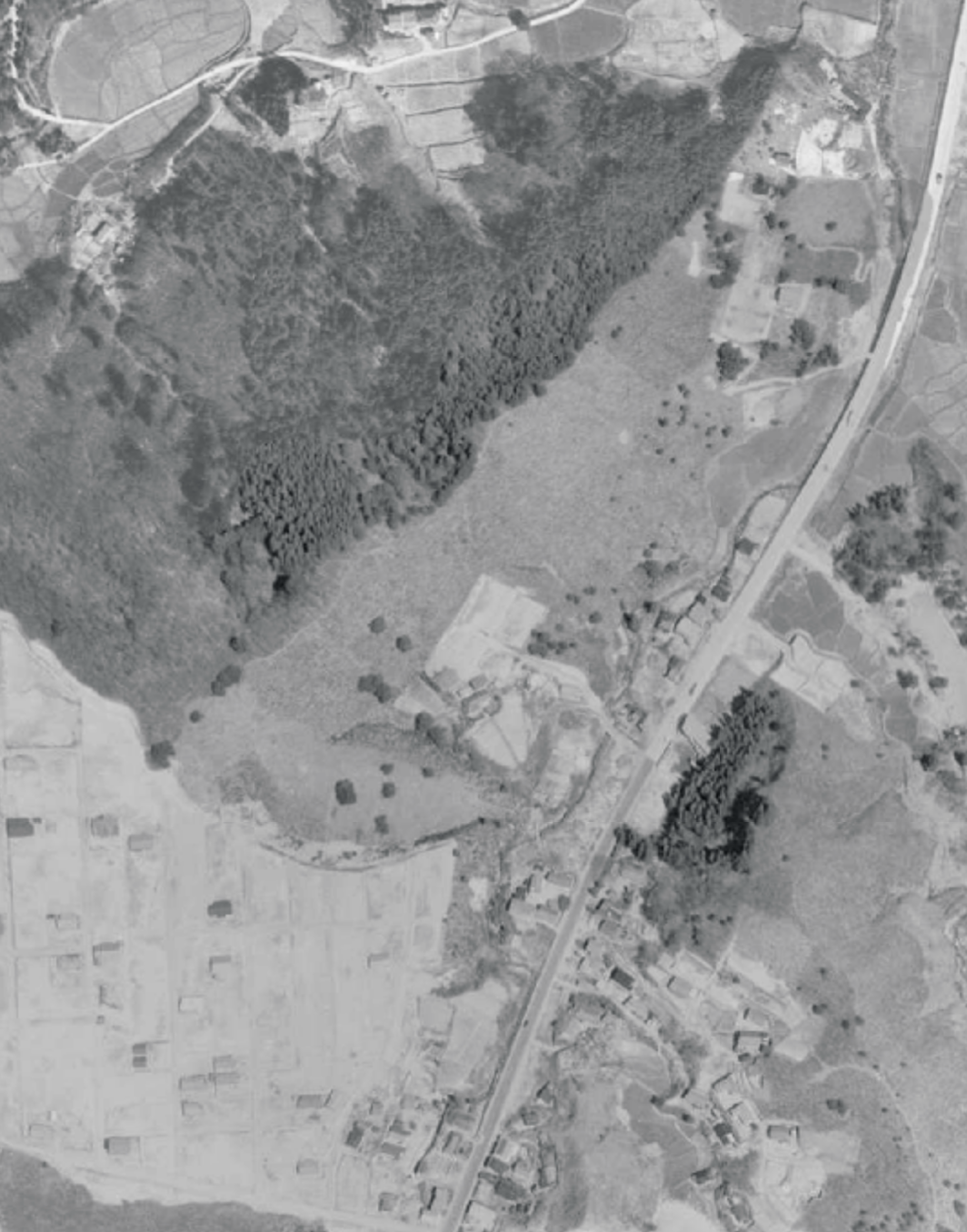
造成前の藤松地区（1961年4月20日）

- 1960年代 - 藤松地区の造成が開始される[8]。
- 1975年（昭和50年）6月5日 - 仙台市が保存緑地として藤松保存緑地を指定する[9]。
- 1978年（昭和53年）7月3日 - 北根・荒巻地区の住居表示施行に伴い、藤松が誕生する[2]。

### 地名の由来
住居表示施行前の字名である荒巻字藤松が由来。

### 町名の変遷
町名の変遷は以下の通りとなる。
| 実施後 | 実施年月日   | 実施前（各町名ともその一部） | 実施前（各町名ともその一部） |
| ------ | ------------ | ---------------------------- | ---------------------------- |
| 藤松   | 1978年7月3日 | 大字荒巻                     | 字藤松                       |
| 藤松   | 1978年7月3日 | 大字北根                     | 字前沢                       |
| 藤松   | 1978年7月3日 | 大字北根                     | 字道添                       |
| 藤松   | 1978年7月3日 | 大字北根                     | 字金杭沢                     |

## 世帯数と人口
2025年（令和7年）1月1日現在の世帯数と人口は以下の通りである。
| 町丁 | 世帯    | 人口  |
| ---- | ------- | ----- |
| 藤松 | 312世帯 | 568人 |
| 計   | 312世帯 | 568人 |

## 小・中学校の学区
小・中学校の学区は以下の通りとなる。
| 町丁 | 丁目 | 小学校       | 中学校       |
| ---- | ---- | ------------ | ------------ |
| 藤松 | 全域 | 北仙台小学校 | 北仙台中学校 |

## 施設

### 企業・店舗など
- 朝日生命 青葉営業所（藤松5-40）
- ピタットハウス 仙台北根店（藤根2-6）
- 𠮷野家 仙台藤松店（藤根2-10）

## 交通

### 鉄道
- 地区内に鉄道は通っていない。最寄り駅は仙台市地下鉄南北線の台原駅もしくは黒松駅。

### バス
- 宮城交通
  - 北根二丁目文学館前 - 北根三丁目（6/19/20/22/27/28/31/32/34/35/42/43系統）
  - 北根二丁目文学館前 - 東勝山団地入口（1/2/5系統）

### 道路

#### 一般県道
- 宮城県道22号仙台泉線